# Алдея-Велья (Авиш)
Алдея-Велья (порт.  Aldeia Velha ) — фрегезия (район) в муниципалитете Авиш округа Порталегре в Португалии. Территория — 125,96 км². Население — 339 жителей. Плотность населения — 2,7 чел/км².